# Буерный спорт

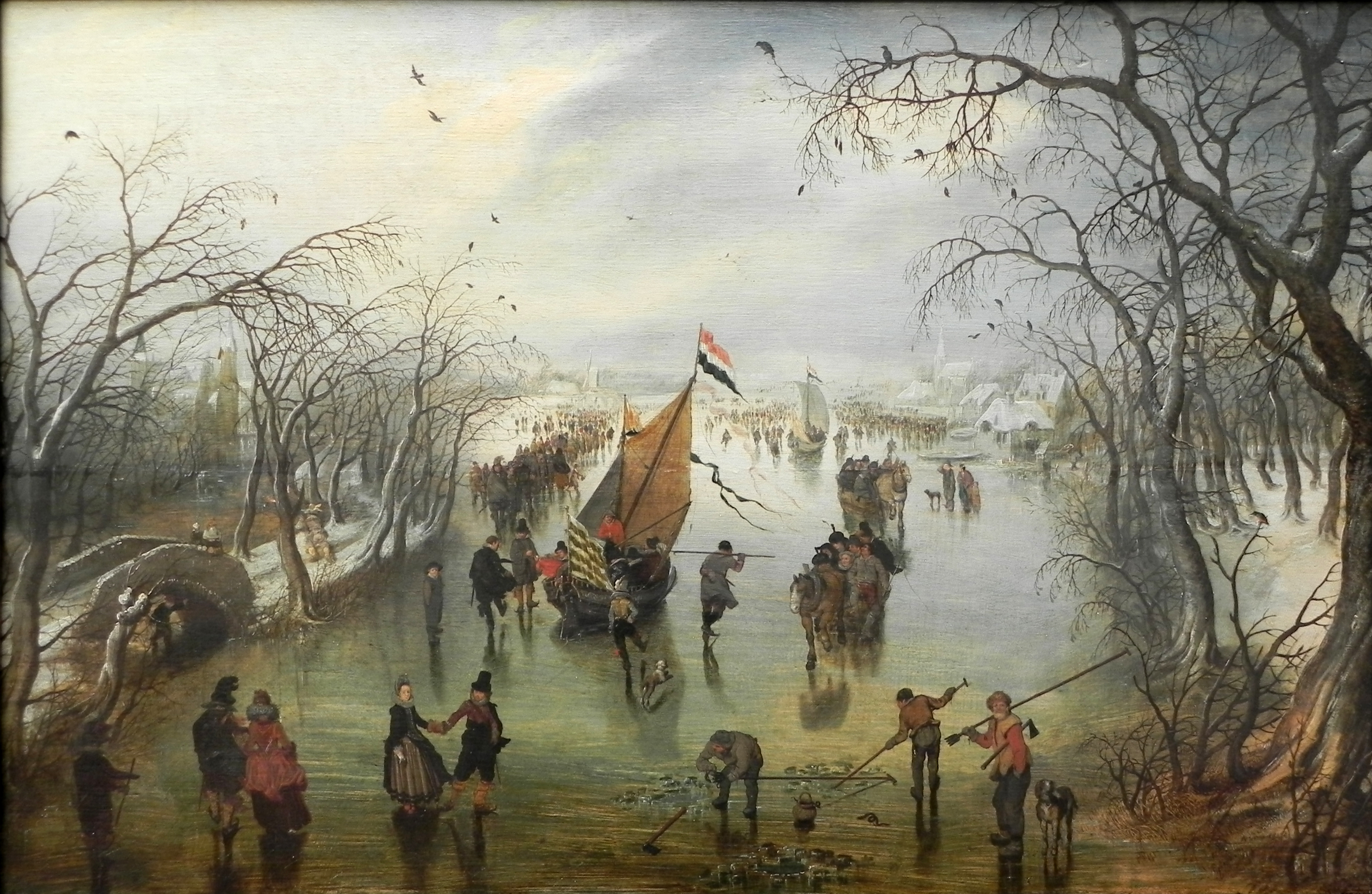
Адриан ван де Венне, 1614

Буерный спорт — появившийся в начале XVII века в странах Северной Европы и Северной Америки вид спорта, заключающийся в гонках по прочному льду на парусных лодках, к нижней части которых приделаны металлические коньки. Популярным развлечением стал в XIX веке.
Родиной буерного спорта считаются Нидерланды, где первоначально лодки с парусами и коньками для перемещения по льду использовались для перевозки товаров. В XVIII веке игра была занесена голландскими иммигрантами в их колонии в Северной Америке, а в 1790 году в США появилось первое, как считается, специализированное место для занятий буерным спортом на реке Гудзон. Международные правила буерного спорта, касавшиеся в том числе допустимой формы лодки, были закреплены в 1853 году.
В Европе этот вид спорта стал популярным в Норвегии, Швеции, Финляндии, Дании, Германии, Великобритании, Бельгии, северных районах Австрии, Польше, а также в Российской империи, где первая буерная гонка прошла в 1882 году на Неве. Международный союз буеристов был основан в 1928 году.

## Иллюстрации

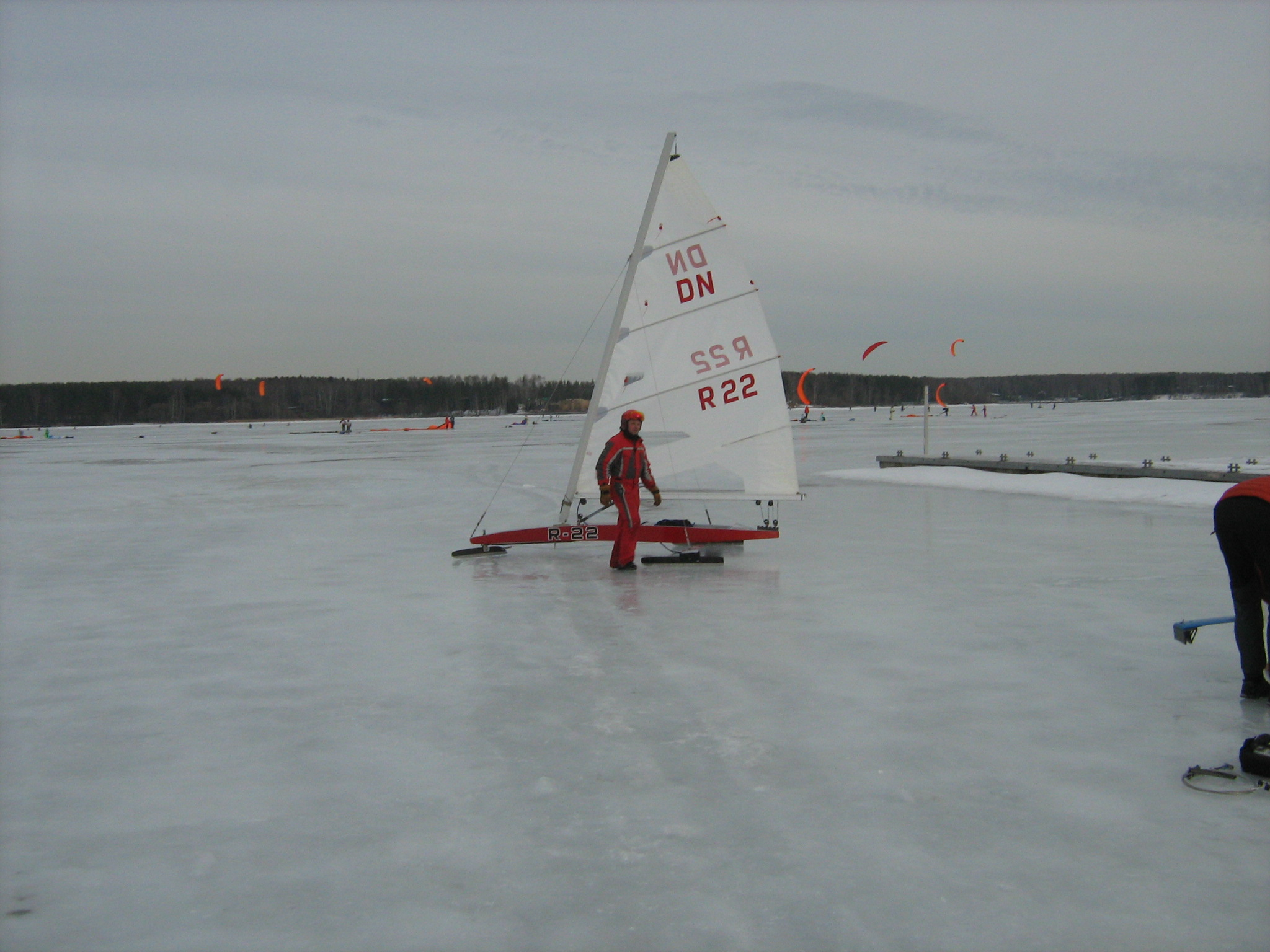
Буер DN[англ.], номер R 22 на льду Пироговского плёса Клязьминского водохранилища
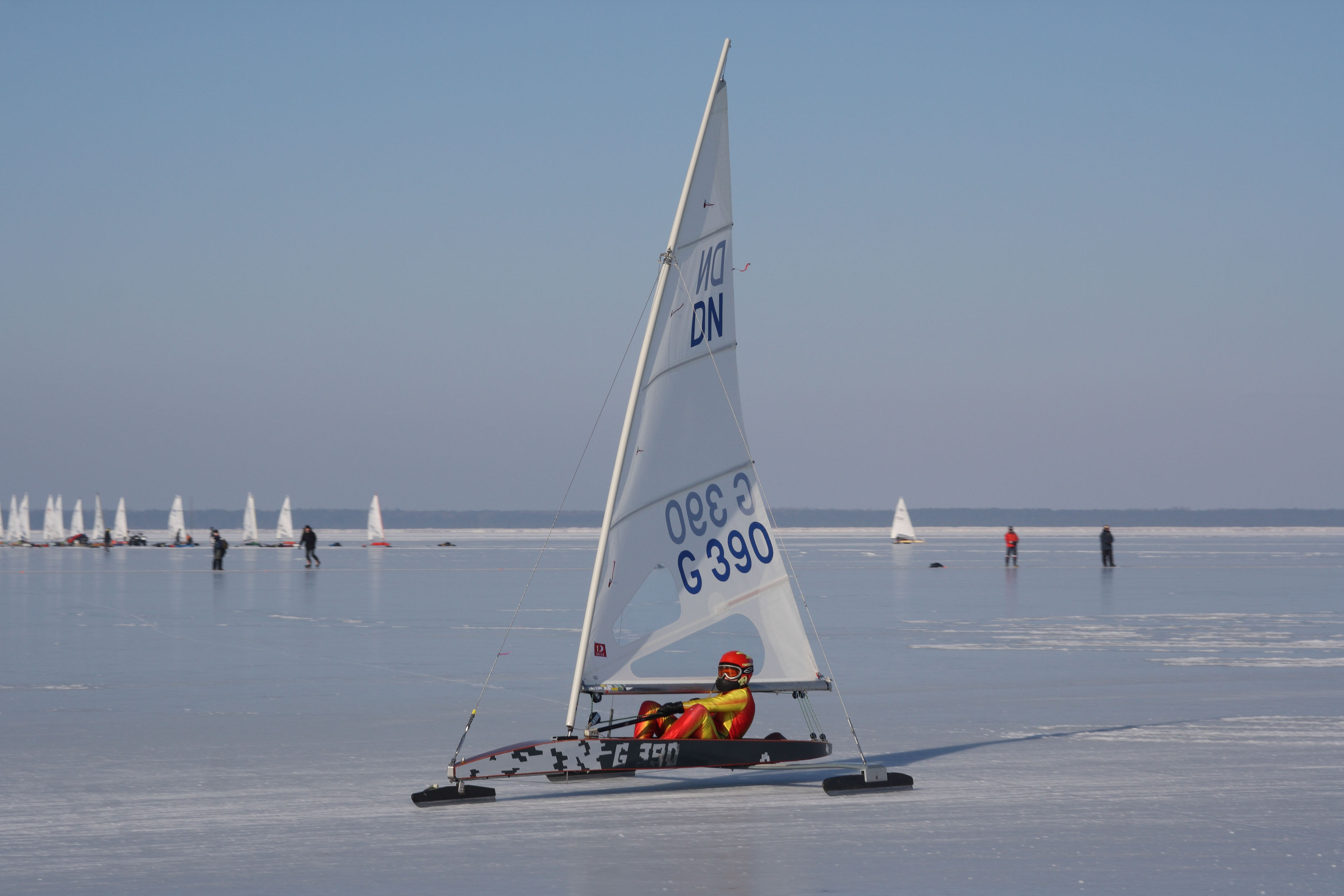
Буер DN[англ.]
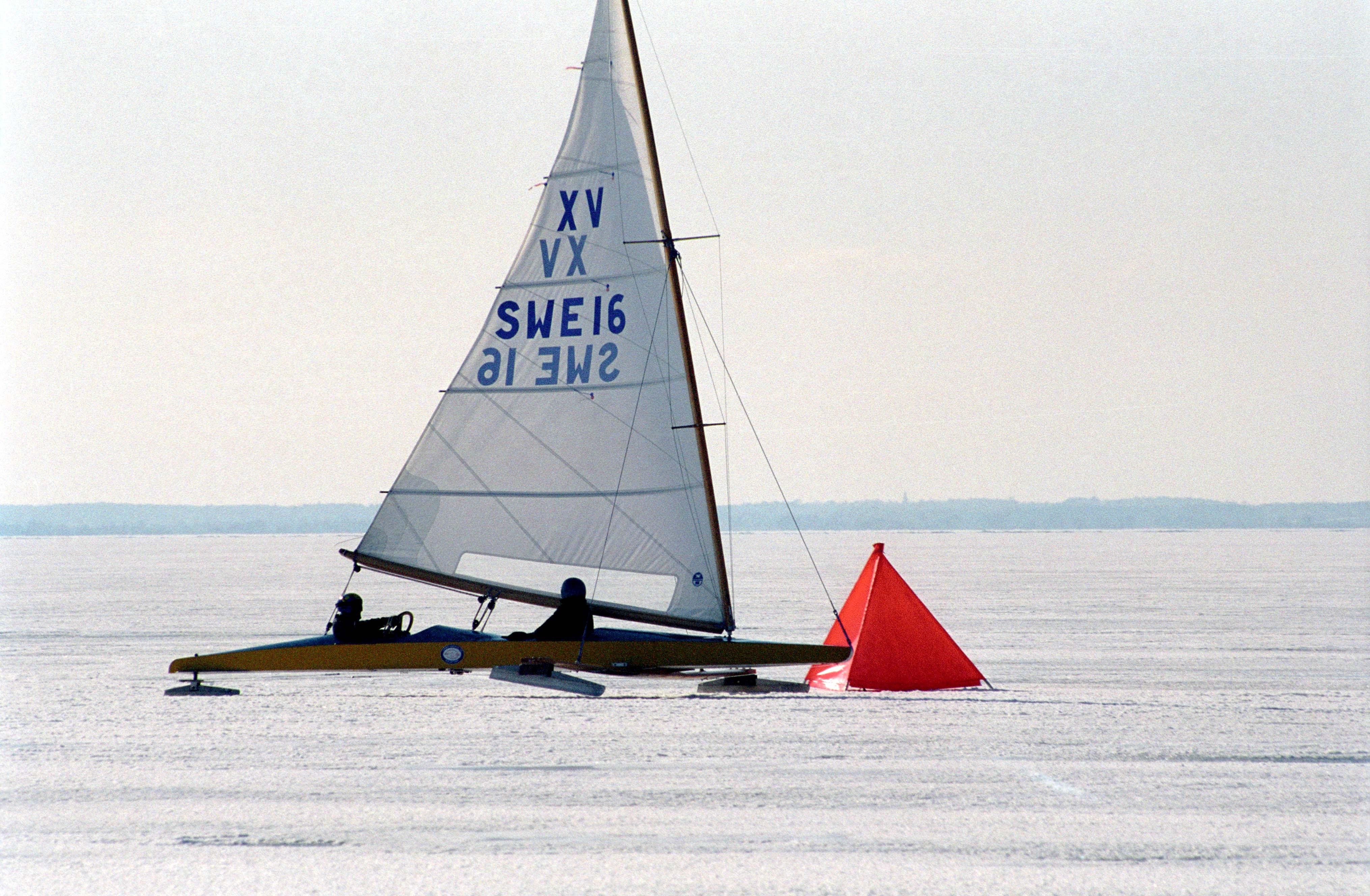
Буер "Монотип-XV"
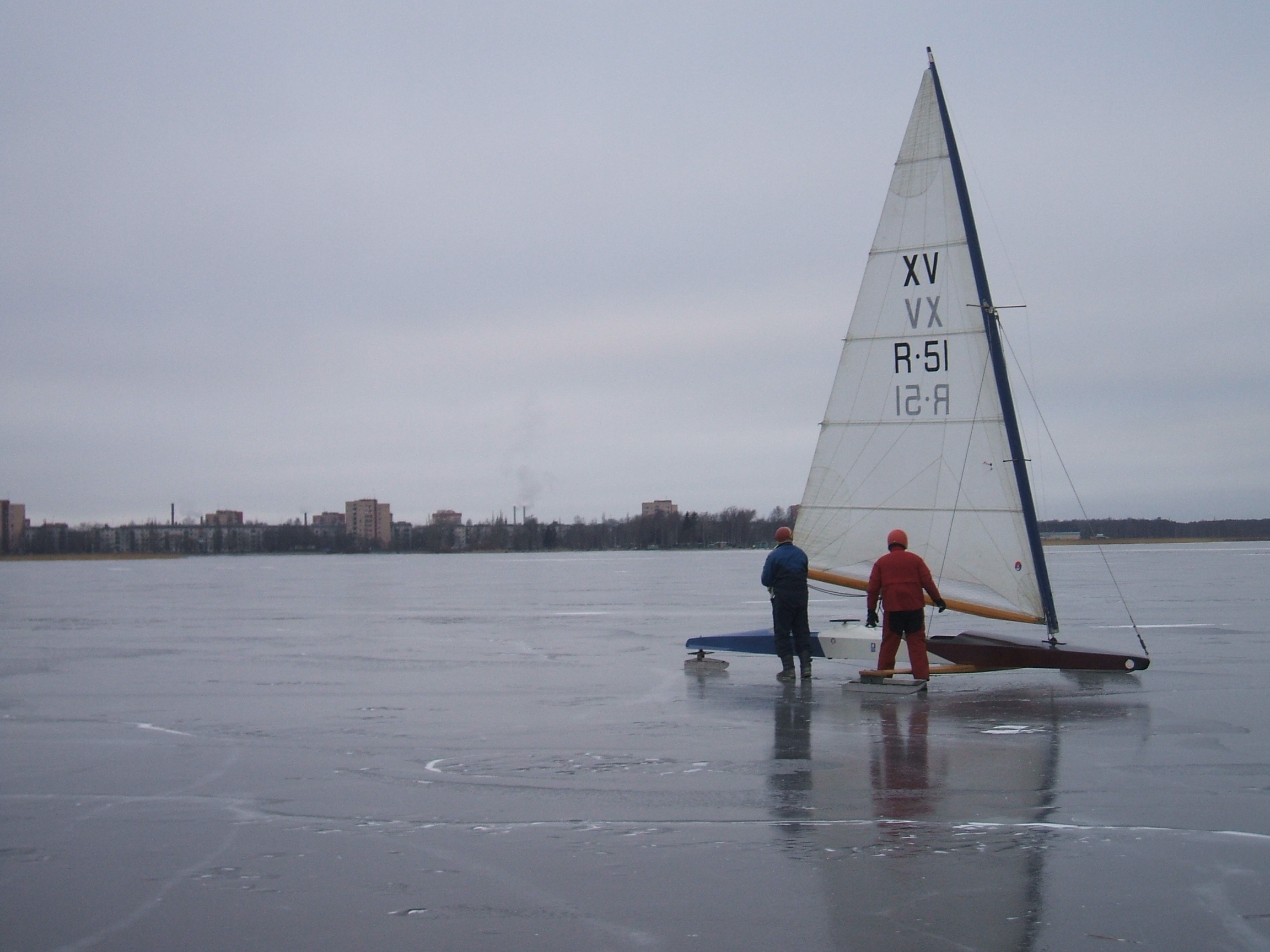
Буер "Монотип-XV" на льду Сестрорецкого Разлива